# Budeacikî, Rozdilna
Budeacikî (în ucraineană Будячки) este un sat în comuna Rozdilna din raionul Rozdilna, regiunea Odesa, Ucraina.

## Demografie
Componența lingvistică a localității Budeacikî
     Ucraineană (100%)
Conform recensământului din 2001, toată populația localității Budeacikî era vorbitoare de ucraineană (100%).